# Unifikacja (maszynoznawstwo)
Unifikacją nazywamy stosowanie w różnych częściach maszyny tych samych elementów lub ich zespołów, co zmniejsza ich różnorodność.